# 大斜方十二面体
大斜方十二面体（だいしゃほうじゅうにめんたい、Great rhombidodecahedron）とは、一様多面体の一種である。大十二・二十・十二面体の正5/2角形、正三角形を削った図形である。
- 構成面： 正方形30枚、正10/3角形12枚
- 辺： 120
- 頂点： 60
- 頂点形状： 4, 10/3, 4/3 10/7
- ワイソフ記号：2 5/3 (3/2 5/4) |
- 枠：辺の比が黄金比になっている六角形で構成されている切頂二十面体
- 双対： Great rhombidodecacron

## 同じ枠を持つ立体
- 一様大斜方二十・十二面体
- 大十二・二十・十二面体
- 切頂大十二面体
- 6個のアルキメデスの五角柱による複合多面体
- 12個のアルキメデスの五角柱による複合多面体